# Thomas Lackmann
Thomas Lackmann (* 1954 in Lübbecke/Westfalen) ist ein deutscher Publizist und Ausstellungsmacher.
Sein Vater ist der Theologe Max Lackmann, seine Großeltern mütterlicherseits sind der Pfarrer Georg Erwin Horwitz (1894–1982) und Lea, geb. du Bois-Reymond (1899–1988), eine Urenkelin von Fanny Hensel, geb. Mendelssohn Bartholdy, und jüngste Tochter von Alard und Lili du Bois-Reymond.
Nach dem Studium der Theologie in Fulda und Augsburg war Lackmann 1991 bis 2018 Redakteur beim Berliner „Tagesspiegel“ im Feuilleton und im Berlin-Teil. 2004 war er künstlerischer Leiter der Jüdischen Kulturtage in Berlin. Seit 2018 arbeitet er als selbständiger Publizist, Ausstellungsmacher und Historiker und betreibt das „Büro für Kultur/Geschichte“.
Er befasst sich unter anderem mit der Familiengeschichte der Mendelssohns, zu deren Nachfahren er selbst zählt, und ist Mitglied und stellvertretender Vorsitzender der Mendelssohn-Gesellschaft. Lackmann lebt mit seiner Familie in Berlin.

## Veröffentlichungen (Auswahl, chronologisch)
- mit Joachim Schlör und Juri Ginsburg: Odessa. Die Stadt und ihr Traum. Eine universale Liebeserklärung aus Berlin. Elefanten-Press, Berlin 1999, ISBN 3-88520-775-3.
- Jewrassic Park. Wie baut man (k)ein Jüdisches Museum in Berlin. Philo Verlagsgesellschaft, Berlin u. a. 2000, ISBN 3-8257-0178-6.
- Grenzüberschreitung und Identität. Vier Briefe Abraham Mendelssohn Bartholdys aus drei Jahrzehnten – eine Charakterskizze; in: Mendelssohn-Studien 13 (2003), S. 35–70.
- Das Glück der Mendelssohns. Geschichte einer deutschen Familie. Aufbau-Verlag, Berlin 2005, ISBN 3-351-02600-5.
- Der Sohn meines Vaters. Abraham Mendelssohn Bartholdy und die Wege der Mendelssohns. Wallstein-Verlag, Göttingen 2008, ISBN 978-3-8353-0111-5 (Zugleich: Tübingen, Universität, Dissertation, 2007).
- Mendelssohns Gärten. Wie der „Jude von Berlin“ in Lauben, Parks und Sommerfrischen fand, was zum Leben nötig ist. Suhrkamp-Verlag/Jüdischer Verlag, Berlin 2023, ISBN 978-3-633-54323-6.